# Lonicera pampaninii
Lonicera pampaninii là một loài thực vật có hoa trong họ Kim ngân. Loài này được H. Lév. mô tả khoa học đầu tiên năm 1911.